# Daniel Lebrón
Daniel Lebrón Castaños,  más conocido como "Dani Lebrón" (San Vicente del Raspeig, Alicante, 11 de febrero de 1976) es un skater profesional español que consiguió hacerse un hueco en el skate estadounidense. Actualmente reside en Barcelona (España).

## Carrera

### Inicios
Comenzó a patinar a los 12 años en San Vicente del Raspeig, compartía un monopatín muy pequeño de los años 70 junto con un amigo, e iban al colegio turnándose una calle cada uno. A la semana compró un monopatín de 1000 pesetas que tan sólo le duró un mes. Se inició en el skate tras una moda pasajera en la que mucha gente de su barrio iba en monopatín; poco después todo el mundo lo dejó y unos pocos siguieron practicándolo en San Vicente del Raspeig y Alicante.

### De Alicante a Madrid
Tras varios años mejorando su técnica en San Vicente y Alicante, decide emigrar hacia Madrid con 19 años por falta de medios y salidas del skate en su tierra. En Madrid solía patinar en la Plaza de Colón, mientras trabajaba por las noches en un Telepizza. Es en la capital española donde consigue su primer patrocinador, que consistía en material gratuito de buena calidad.

### De Madrid a Estados Unidos
Se trasladó a los Estados Unidos porque por aquel entonces era la única manera de conseguir la profesionalidad con el skate y sacar beneficio económico al gozar de mucha tradición este deporte en el país estadounidense. También porque en el skate en España es de un estilo más callejero al que se desarrolla en Estados Unidos, el motivo principal es que apenas existen instalaciones o skateparks en España, lo que fue un argumento con mucho peso en la decisión de Dani Lebrón a la hora de marchar hacia Estados Unidos.
Consiguió asentarse en el skate estadounidense donde obtuvo buenos patrocinadores, apareció en numerosos vídeos y videojuegos como Mario Brisa y perfeccionó su técnica.

### Regreso a España: Barcelona
En 2002 Lebrón regresó a su país, esta vez para afincarse en Barcelona. Considerada el mayor streetpark de España y uno de los mayores de Europa y del mundo debido a sus muy buenas infraestructuras. Muchas de las grandes marcas del sector como Volcom o C1RCA y un largo etcétera, se desplazan a la ciudad condal a grabar sus vídeos promocionales, también skaters de relevancia mundial como Tony Hawk o Ryan Sheckler han patinado en Barcelona.

## Patrocinadores
- Titus skateboards . Firmó con la marca alemanaen 2021
- Nikesb
- Independent trucks

## Curiosidades
- Su ídolo es Guy Mariano
- Es licenciado en guitarra flamenca española. Muchos de sus vídeos llevan la música compuesta por el propio Lebrón.

## Apariciones
- Streets Of Barcelona (DVD).
- Jauh Forever (vídeo).
- Alaikit (DVD)